# Martin Gison
Martin Mauricio Gison (ur. 14 marca 1914, zm. przed 2002) – filipiński strzelec, wielokrotny olimpijczyk i medalista igrzysk azjatyckich.
Pięciokrotnie wystąpił na igrzyskach olimpijskich (IO 1936, IO 1948, IO 1952, IO 1956, IO 1964), startując łącznie w 12 konkurencjach. Najwyższy wynik osiągnął w swoim debiucie olimpijskim w Berlinie. Zajął wówczas 4. miejsce w karabinie małokalibrowym leżąc z 50 m, osiągając taki sam rezultat punktowy jak srebrny medalista Ralph Berzsenyi i brązowy medalista Władysław Karaś (zasady dogrywki są nieznane).
Gison jest pięciokrotnym medalistą igrzysk azjatyckich. W 1954 roku zdobył 4 medale, w tym 2 srebra (strzelanie w trzech postawach z karabinu dowolnego z 300 m, oraz z karabinu małokalibrowego z 50 m) i 2 brązy (karabin małokalibrowy leżąc z 50 m i pistolet szybkostrzelny z 25 m). 4 lata później zdobył srebro w pistolecie szybkostrzelnym z 25 m.
W czasie II wojny światowej trafił do japońskiej niewoli i przeżył tzw. bataański marsz śmierci.

## Wyniki

### Igrzyska olimpijskie
| Igrzyska       | Konkurencja                               | Wynik                        | Miejsce | Źródło |
| -------------- | ----------------------------------------- | ---------------------------- | ------- | ------ |
| Berlin 1936    | Karabin małokalibrowy leżąc, 50 m         | 296 pkt.                     | 4       | [ 1 ]  |
| Berlin 1936    | Pistolet dowolny, 50 m                    | 511 pkt. (80–82–86–92–82–89) | 30      | [ 3 ]  |
| Berlin 1936    | Pistolet szybkostrzelny, 25 m             | NO                           | NO      | [ 4 ]  |
| Londyn 1948    | Karabin małokalibrowy leżąc, 50 m         | 585 pkt. (99–97–96–96–99–98) | 43      | [ 5 ]  |
| Londyn 1948    | Pistolet dowolny, 50 m                    | 514 pkt. (87–91–87–80–87–82) | 25      | [ 6 ]  |
| Londyn 1948    | Pistolet szybkostrzelny, 25 m             | 530 pkt. (259–271)           | 40      | [ 7 ]  |
| Helsinki 1952  | Karabin małokalibrowy leżąc, 50 m         | 397 pkt. (100–97–100–100)    | 13      | [ 8 ]  |
| Helsinki 1952  | Pistolet dowolny, 50 m                    | 515 pkt. (87–85–86–85–88–84) | 32      | [ 9 ]  |
| Helsinki 1952  | Pistolet szybkostrzelny, 25 m             | 550 pkt. (268–282)           | 36      | [ 10 ] |
| Melbourne 1956 | Karabin dowolny, trzy postawy, 300 m      | 1043 pkt. (387–368–288)      | 13      | [ 11 ] |
| Melbourne 1956 | Pistolet szybkostrzelny, 25 m             | 551 pkt. (268–283)           | 22      | [ 12 ] |
| Tokio 1964     | Karabin małokalibrowy, trzy postawy, 50 m | 1073 pkt. (388–366–319)      | 48      | [ 13 ] |

### Medale igrzysk azjatyckich
Opracowano na podstawie materiałów źródłowych:
| Igrzyska    | Konkurencja                                     | Wynik     | Miejsce |
| ----------- | ----------------------------------------------- | --------- | ------- |
| Manila 1954 | Karabin dowolny, trzy postawy, 300 m            | 989 pkt.  |         |
| Manila 1954 | Karabin małokalibrowy, trzy postawy, 50 m       | 1121 pkt. |         |
| Manila 1954 | Karabin małokalibrowy leżąc, 50 m (40 strzałów) | 395 pkt.  |         |
| Manila 1954 | Pistolet szybkostrzelny, 25 m                   | 554 pkt.  |         |
| Tokio 1958  | Pistolet szybkostrzelny, 25 m                   | 558 pkt.  |         |